# 오나이다어
오나이다어는 이로쿼이 연맹에 속한 오나이다 족이 사용하는 언어로서 미국의 뉴욕과 위스콘신 그리고 캐나다의 온타리오에 있는 언어이다.

## 음운론

### 자음
|        | 잇몸소리 | 혓바닥소리 | 혓바닥소리 | 울대문소리 |
| 기본   | 잇몸소리 | 순음화     |            | 울대문소리 |
| ------ | -------- | ---------- | ---------- | ---------- |
| 비음   | n        |            |            |            |
| 파열음 | t        | k          | kʷ         | ʔ          |
| 파찰음 | ts       |            |            |            |
| 마찰음 | s        |            |            | h          |
| 접근음 | l        | j          | w          |            |

## 발음
- 모음
  - A a - 우리말의 '아'로 발음한다.
  - A: a: - '아' 발음을 좀 더 길게 끌어준다.
  - E e - 우리말의 '에'로 발음한다.(:가 붙어있으면 좀 더 끌어서 읽는다.)
  - I i - 우리말의 '이'로 발음한다.(:가 붙으면 좀 더 끌어서 읽는다.)
  - O o - 우리말의 '오'로 발음한다.(:가 붙으면 좀 더 끌어서 읽는다.

- 비음 모음 - 비음 모음은 영어에 없다. 그러나 프랑스어와 유사하거나 영어로 말하는 사람이 프랑스 억양을 쓰는 것과 유사하다. 그들은 구두 모음과 같이 발음한다. 코와 입을 이용해 발음을 한다. 영어 사용자에게는 콧소리 모음이 글자의 끝에 'n(ㄴ)'과 약간 비슷하게 발음한다. 예를 들면 프랑스어의 'bon'과 'Jean'처럼 발음한다.
  - ʌ(ę, enh, unh)
  - ʌ:(ę:, ę·)
  - u(ų, unh, onh) - ũ(IPA 표기)
  - u:(u·, ų:, :, ų·,) - ũ:((IPA 표기)

- 자음
  - h - 우리말의 "ㅎ"처럼 발음한다.
  - ts - 우리말로 "ㅊ"처럼 발음하나 로마자 'y'나 'i'앞에 있으면 'ㅈ'처럼 발음한다.
  - k - "ㄱ"이나 "ㅋ"처럼 발음한다.
  - l - 우리말의 "ㄹ"처럼 발음한다.
  - n - 우리말의 "ㄴ"처럼 발음한다.
  - s - 우리말의 "ㅅ"처럼 발음하나 로마자 'y'나 'i'앞에 있으면 영어의 'shell'의 'sh'처럼 발음한다.
  - t - 우리말의 "ㄷ"이나 "ㅌ"처럼 발음한다.
  - w - 영어의 'way'의 "W"처럼 발음한다.
  - y - 영어의 "yes"의 "y"처럼 발음한다.
  - ’- 끊어 줄때 내는소리(pause sound)이다. "uh-oh."의 가운데처럼 발음한다.

단, 'th'는 영어의 'think'처럼 발음하지 않도록 한다.